# Никитюк, Дмитрий Борисович
Дми́трий Бори́сович Никитю́к (род. 26 декабря 1962 года, Москва, РСФСР, СССР) — российский учёный-медик, специалист в области анатомии человека, директор ФИЦ питания, биотехнологии и безопасности пищи (с 2016 года), академик РАН (2022), заслуженный деятель науки Российской Федерации (2024).
Сын российского учёного-биолога, член-корреспондента РАМН Б. А. Никитюка (1933—1998).

## Биография
Родился 26 декабря 1962 года в Москве.
В 1986 году окончил 1-й Московский медицинский институт имени И. М. Сеченова. В 1989 году защитил кандидатскую диссертацию «Анатомия и топография желез пищевода человека в постнатальном онтогенезе».
В 1992 году защитил докторскую диссертацию на тему «Структурно-функциональные характеристики и закономерности морфогенеза железистого аппарата толстой кишки у человека». В 1996 году присвоено учёное звание профессора.
С 2004 года по настоящее время работает в Федеральном исследовательском центре питания, биотехнологии и безопасности пищи, пройдя путь от заведующего лаборатории алиментарной патологии и морфологии (2004—2006), заведующего лабораторией спортивного питания с группой алиментарной патологии (с 2006 года), заместителя директора по научной работе (2015—2016), и директора центра с 2016 года.
С 2010 года по настоящее время — профессор кафедры нормальной и топографической анатомии факультета фундаментальной медицины.
28 октября 2016 года избран членом-корреспондентом РАН. 
2 июня 2022 года избран академиком РАН. 
Заместитель главного редактора научного журнала «Вопросы питания».

## Научная деятельность
Область научных интересов: анатомия человека, морфология иммунных органов и экзокринных желёз.
Впервые сформулировал ряд общих и частных закономерностей развития и формообразования желёз слизистых оболочек полых органов пищеварительной, дыхательной систем и моче-полового аппарата, описал их изменчивость под действием возрастно-половых, региональных и других факторов у человека и в эксперименте при моделировании различных внешних воздействий.
Один из лидеров в области использования анатомо-антропометрических подходов для оценки пищевого статуса здорового и больного человека, выявления конституциональной предрасположенности к развитию ряда алиментарно-зависимых заболеваний, определения антропометрических маркеров спортивной успешности при различной спортивной специализации.

### Основные труды
- «Иммунная система, стресс и иммунодефицит» (соавт., 2000);
- «Многоклеточные железы стенок пищеварительной и дыхательной систем. Вопросы функциональной морфологии» (соавт., 2017);
- «Соматическая конституция и клиническая медицина» (соавт., 2017);
- учебники «Анатомия. С основами спортивной морфологии» (соавт., т. 1-2, 2003);
- «Анатомия человека. С элементами физиологии» (соавт., 2003);
- учебные пособия «Карманный атлас анатомии человека» (соавт., 1999);
- «Атлас нормальной анатомии человека» (соавт., т. 1-2, 2004);
- «Анатомия и топография нервной системы» (соавт., 2016);
- «Анатомия для студентов физкультурных вузов и факультетов» (соавт., 2017).